# Ureteroureterostomia
Ureteroureterostomia é uma conexão ponta a ponta (anastomose) das duas porções de um ureter seccionado; também chamada de anastomose ureteroureteral e operação de van Hook (em homenagem a Weller van Hook, cirurgião).